# Can Figueres del Mas
Can Figueres del Mas és una masia de Terrassa (Vallès Occidental) protegida com a bé cultural d'interès local. És situada a la part oriental del municipi, a l'antic camí de Sant Quirze a Matadepera, actual carretera de Torrebonica, a 100 metres de la N-150 o carretera de Montcada, darrere mateix de l'Hospital de Terrassa i vora el torrent de la Betzuca.

## Descripció
És una masia de planta rectangular que consta de planta baixa, pis i graner. La coberta és a dues aigües. La façana principal, orientada a migdia, és perpendicular al carener i, en un inici, de composició simètrica, però a causa dels afegitons posteriors el carener ha quedat desplaçat lateralment de l'eix de simetria de l'edifici. A la planta baixa hi ha el portal d'accés, en arc de mig punt, adovellat amb carreus de pedra picada. Al primer pis hi ha una finestra central amb motllures de perfils gòtics flanquejada per dues finestres més, afegides posteriorment; també hi ha diverses finestres a les golfes. En una de les finestres del primer pis, a l'angle dret de la façana, hi ha gravada la data de 1589. A l'altura del graner hi ha un rellotge de sol amb la data del 1848, just per sota del carener. Són interessants les troneres que apareixen als escaires de l'edifici i el ràfec de la teulada.
Interiorment s'estructura de la manera següent: passat el portal de l'entrada, a la planta baixa, hi ha al fons l'escala d'accés al pis de dalt, amb el corresponent espiell. A la dreta, s'hi obre el menjador amb la cuina i la llar de foc. A l'esquerra hi ha els cups, el carner i premsa d'oli i, a la part de darrere, el celler. Al primer pis hi ha la sala, amb una finestra amb festejador, i les cambres de dormir, una de les quals té llar de foc.
Es conserva part del pati i l'era a ponent de la casa i un seguit de corts per als porcs, galliners, corrals, estables, un trull per a les olives, el molí...

## Història
És un mas molt poc documentat, si bé sembla que té un origen molt antic. Salvador Cardús, en el seu inventari dels fogatges de 1455 i de 1558, no l'esmenta, ni tampoc cap propietat anomenada Figueres. Ha tingut diverses reformes, al segle xvii, el 1758 i el 1848.
Els Figueres van perdurar al llarg de centúries fins que, a mitjan segle xix, la pubilla del mas es va casar amb un fadrí de Can Avellaneda de Ribatallada. L'últim hereu la va vendre a un indiano. En terrenys de Can Figueres del Mas es va construir l'Hospital de Terrassa.